# Camo
Camo es una localidad y municipio italiano de la provincia de Cuneo, región de Piamonte, con 216 habitantes.

## Evolución demográfica
| Gráfica de evolución demográfica de Camo entre 1861 y 2001 |
|                                                            |
| Fuente ISTAT - elaboración gráfica de Wikipedia            |